# Kepler-56c
Kepler-56c es uno de los tres planetas extrasolares que orbitan la estrella Kepler-56. Fue descubierta por el método de tránsito astronómico en el año 2012. Kepler-56c ha sido descubierto por el telescopio espacial Kepler y fue clasificado inicialmente como candidato a planeta. Transita su estrella cada 21,41 días durante 11,0797 horas. Periódicas variaciones temporales de tránsito confirman su naturaleza planetaria.